# Karl Eduard Sööt
Karl Eduard Sööt (Lohkva, 1862. december 26. – Tartu, 1950. szeptember 1.) észt költő. 

## Élete
Apja malombérlő volt. Hat éves volt, amikor a családjával együtt Ilmatsaluba költözött. Tanulmányait a tartui német tannyelvű elemi iskolában kezdte, majd 1878 és 1881 közt a kerületi iskolába járt. Vendéghallgató volt a Tartui Egyetemen. Rövidebb ideig mint plébános dolgozott, majd 1886 és 1896 közt az Ado Grenzstein által szerkesztett Olevik című lap szerkesztőbizottságának tagja lett. 
Első verseit az 1880-as években publikálta észt lapokban. 1895 és 1914 közt egy saját maga által alapított könyvkiadót és könyvesboltot vezetett, e cégét kevéssel az első világháború előtt eladta. Észtország függetlenségének kikiáltása után 1919 és 1920 közt a tartui Városi Tanács tagja volt, ezután kivonult a politikai életből. 1920 és 1923 közt a Postimees című lap felelős szerkesztője volt, ezután mint szabadúszó író és költő tevékenykedett.
Költészetében az érzelmes szerelmi alkotások, a hazáról és a természetről írt versek, valamint a későromantikus elégiák és balladák dominálnak. Számos motívumot vett át az észt népköltészetből, gyermekversei ma már az ész irodalom klasszikus repertoárjának részét képezik. 
Heinrich Heine és Petőfi Sándor számos versét fordította észt nyelvre, munkásságuk komoly hatást gyakorolt rá. Számos észt kulturális egyesületben is tevékenykedett. Tagja volt a Tartu Vanemuine egyesületnek, társalapítója az Észt Irodalmi Társaságnak (Eesti Kirjanduse Selts), igazgatósági tagja az Észt Nemzeti Múzeumnak (Eesti Rahva Muuseum). A Petőfi Társaság levelező tagja volt.
Szülőhelyén 1977-ben emeltek emlékművet tiszteletére. Ilmatsaluban, ahol gyermek- és ifjúkorát töltötte emlékkövet állítottak. Luunja faluközössége 2007 óta osztja ki a róla elnevezett díjat, amelyet évente egy, gyermekeknek szóló lírai alkotásért ítélnek oda.

## Válogatott munkái

### Verseskötetek
- Aasa õied (két kötet, 1890/91)
- Rõõm ja mure (1894)
- Saatus (1899)
- Mälestused ja lootused (1903)
- Kodu (1921)
- Lapsepõlve Kungla (gyermekversek, 1923)
- Kuusirbi õsu (1937)

### Gyűjteményes kiadások
- Aastate kajastus (1925)
- Kogutud luuletused (1942)
- Valitud luuletused (1946)
- Elurada (posztumusz, 1951)
- Väike luuleraamat (posztumusz, 1968)

## Fordítás
- Ez a szócikk részben vagy egészben  a   Karl Eduard Sööt című német Wikipédia-szócikk ezen változatának fordításán alapul.  Az eredeti cikk szerkesztőit annak laptörténete sorolja fel. Ez a jelzés csupán a megfogalmazás eredetét és a szerzői jogokat jelzi, nem szolgál a cikkben szereplő információk forrásmegjelöléseként.